# 富士宮市立富士宮第四中学校
富士宮市立富士宮第四中学校（ふじのみやしりつ ふじのみやだいよんちゅうがっこう）は、静岡県富士宮市にある公立中学校。
略称は「宮四」

## 概要
- 生徒数541名（令和6年度）[1]

## 進学元小学校
- 富士宮市立富丘小学校
- 富士宮市立貴船小学校

## 通学区域
- 淀師区、淀橋区、青木区、外神区、青木平区、宮原区（県道朝霧富士宮線以西）
- 大中里区（以下を除く）
  - 4町内：新堀用水以南および以東、市道大中里26号線以東
  - 5町内：新堀用水以南
  - 9町内
- 外神東町（以下を除く）
  - 市道粟倉外神線以南
  - 市道押出長穴線以東[2]

## 主な卒業生
- 佐野吉宗（元バスケットボール選手）

## 指定避難所
- 大中里区
- 淀橋区(5,7町内)
- 淀師区(3,4,9町内)[3]